# OBN (ТВ канал)
OBN (акроним од енгл. Open Broadcast Network) босанскохерцеговачка је телевизијска станица са седиштем у Сарајеву. Основана је 23. јула 1996.

## Историја и емитовање
Телевизија ОБН је основана 1996, од стране Високог представника ЕУ, као неутрална независна телевизија. Сигнал обухвата 82% територије Босне и Херцеговине. ОБН се емитује путем кабловске телевизије и сателита. Гледаност у БиХ је око 25%. Телевизија нуди пуно цртаних филмова, серија, филмова, емисија и другог.
До 2000. године, ОБН је био под директном управом ОХР-а и ЕУ. ОБН затим преузима Иван Ћалета, некадашњи власник Нове ТВ и Прве ТВ из Љубљане и тиме ОБН постаје приватна комерцијална телевизија. У августу 2011. компанија Chellomedia је купила 40% удела у телевизији ОБН.